# Montnegre
Montnegre es un monte de 410 metros de altura, situado en la depresión del Ebro, en el municipio de Mequinenza, en la provincia de Zaragoza. En su punto más alto tiene situado un vértice geodésico.